# Cadelbosco di Sopra
Cadelbosco di Sopra (Cadàlbosch o Cà del Bôsch ed Sōver in dialetto reggiano) è un comune italiano di 10 736 abitanti della provincia di Reggio Emilia in Emilia-Romagna.

## Geografia fisica

### Territorio
Sito nella Pianura Padana, Cadelbosco di Sopra sorge sulla sponda destra del torrente Crostolo, a 8 km da Reggio Emilia. Il capoluogo è racchiuso tra i tracciati della SP 63R del Valico del Cerreto e SP 358R di Castelnovo.
Il territorio comunale, oltre che dal capoluogo, è costituito dalle frazioni di Cadelbosco di Sotto, Villa Argine, Villa Seta e Zurco per un totale di 44 chilometri quadrati. Il comune confina a nord con il comune di Guastalla, ad est con Novellara e Bagnolo in Piano, a sud con Reggio Emilia e ad ovest con Campegine, Castelnovo di Sotto e Gualtieri.

### Clima
Il comune di Cadelbosco di Sopra ha un clima subtropicale umido (classificazione di Köppen Cfa). Le estati sono calde e umide, con temperature massime medie di 29-30 °C che superano talvolta i 35 °C. La primavera e l'autunno sono stagioni dal clima generalmente gradevole, anche se con diffuse precipitazioni. Gli inverni sono freddi, con nevicate di media intensità e temperature massime medie di 4-5 °C che scendono di frequente sotto lo zero durante la notte. I violenti temporali che occasionalmente colpiscono il territorio possono dar vita a intense grandinate.

## Storia

### Le origini

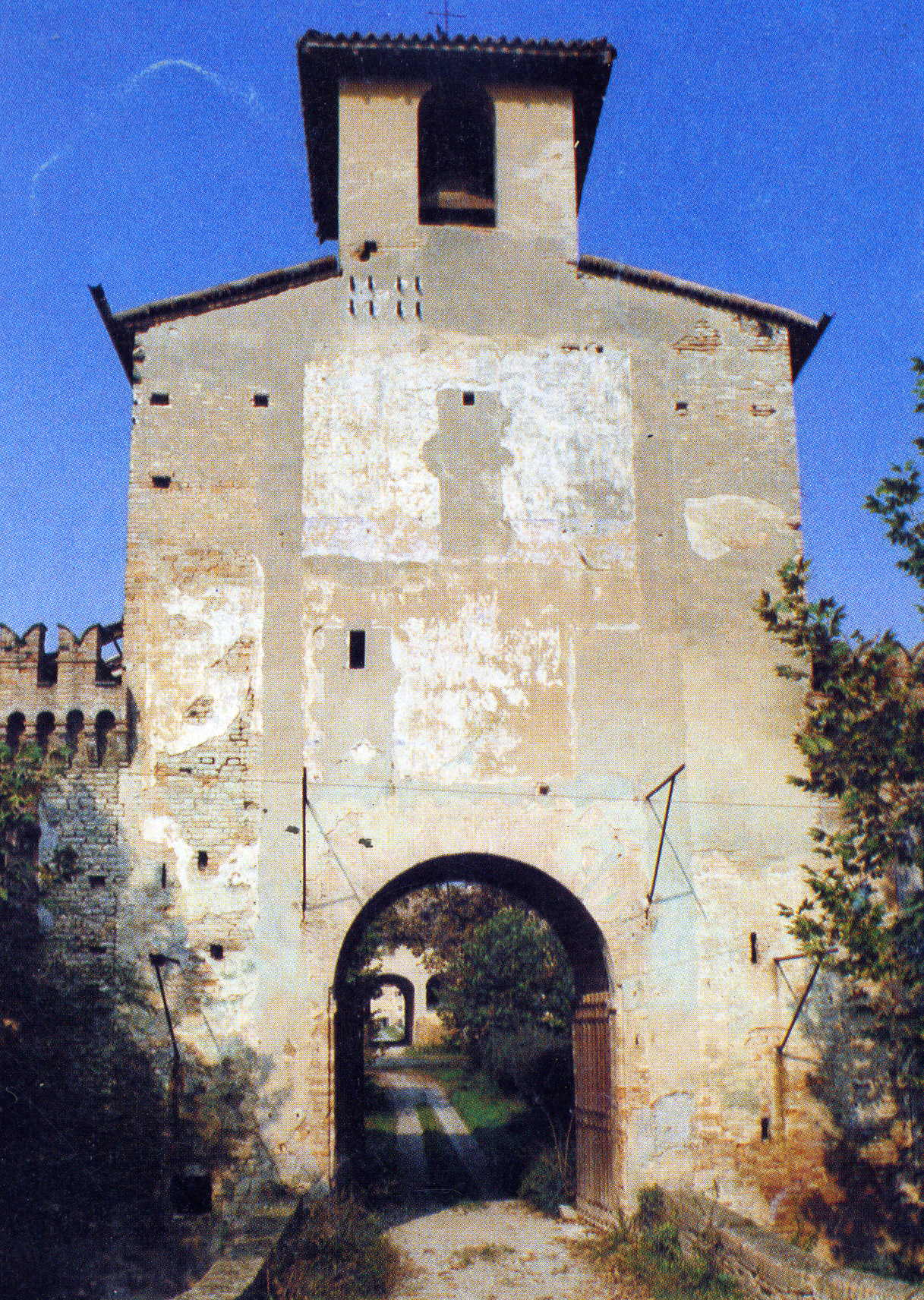
Il Traghettino

L'origine dell'attuale territorio comunale si riconduce al 900-950 circa, periodo in cui emergeva tra acquitrini e fitte boscaglie il villaggio di Vicozoaro (dal latino Vicus, villaggio, e Zearius, luogo abbondante di zea, spelta, una variante di farro con cui all'epoca si produceva il pane). Dopo qualche tempo, venne costruito il castello per opera dei signori Della Palude, vassalli del marchese Bonifacio di Canossa, padre della Contessa Matilde. Il più antico documento in cui si fa menzione del villaggio è un atto di donazione datato 6 aprile 1032 e redatto dal notaio Guidone nel castello di Vicozoaro.

### Epoca medioevale
Nel 1215 risulta padrone del castello e della Corte Gherardo Del Bosco che lo cedette al Monastero di San Prospero di Reggio. Le corti del IX e X secolo erano suddivise in tre parti fondamentali: la casa, il fondo e la communalia. Le corti di una certa importanza ospitavano chiese e conventi per fornire assistenza ai poveri e ai pellegrini. Oltre al convento, nelle corti erano presenti colonie agricole stabili in cui erano raggruppate le rozze abitazioni dei coloni, le stalle del bestiame e i magazzeni. Una di queste colonie era il Roarolo (l'attuale Traghettino) mentre l'altra era il Boschetto. I primi colonizzatori del Roarolo furono i Benedettini dell'Abbadia di Canossa prima dell'anno 1000, che ne tennero il possesso fino al 1219. Da quell'anno, in seguito a permute, la proprietà passò ai Benedettini del Convento di San Giovanni di Parma che vi restarono ininterrottamente fino all'epoca della Rivoluzione francese. I Benedettini furono gli artefici dello sviluppo e della bonifica del villaggio di Vicozoaro: con l'aiuto dei laici locali i frati disboscarono la fitta boscaglia, dissodarono i terreni e livellarono i campi. Le terre divennero ben presto fertili e produttive. Si coltivavano legumi, miglio, orzo, c'erano vigneti e alberi da frutto e ampi allevamenti di bestiame.
Per cause sconosciute, verso la fine del XIV secolo le popolazioni di Vicozoaro furono costrette a spostarsi più ad est, dove attualmente si trova il centro di Cadelbosco di Sopra. In mezzo alle boscaglie di cui era fitto il territorio, si costruirono le prime case che rappresentarono il nucleo del futuro capoluogo. Già intorno alla metà del XV secolo il nome di Vicozoaro sparisce dalle carte e viene sostituito da quello di Cadelbosco ("le case del bosco"). Le colonie agricole di Roarolo e Boschetto non furono toccate da queste migrazioni e continuarono invece le proprie attività.
All'inizio del Quattrocento viene costruita la prima chiesa del territorio, intitolata a San Celestino che venne poi ampliata nei decenni successivi con la torre (nel 1442) e con un prolungamento nella parte anteriore (nel 1506).

### Dal Rinascimento al Congresso di Vienna
In questa fase storica la provincia di Reggio è sotto la dominazione estense che, salvo il periodo papale (1513-1523), durò fino al 1796. In questo lungo periodo Cadelbosco vide numerosi sviluppi ma subì anche scorrerie di truppe, razzie di bestiame e saccheggi: nel 1557 nel corso della guerra tra Francia e Spagna, soldati spagnoli incendiarono e devastarono numerose abitazioni a Cadelbosco e nei villaggi limitrofi per rappresaglia contro Ercole II d'Este che parteggiava per i francesi. Tra il 1570 e il 1575 furono intraprese imponenti opere di bonifica e lavori idraulici per convogliare nel torrente Crostolo le acque provenienti dai torrenti delle montagne e di un altro torrente più a nord.
Nel 1630 una grave epidemia di peste (quella descritta dal Manzoni ne I promessi sposi) colpì molte zone del Nord Italia. Cadelbosco non fu risparmiata e morirono 60 persone.
Nel 1740 si gettarono le fondamenta per la nuova chiesa, quella che possiamo apprezzare ancora oggi, che venne ultimata nel 1769.
Lo scalpore sollevato dalla rivoluzione popolare in Francia nel 1789 giunse, seppur con notevole ritardo, anche in Italia e destò molta impressione. L'intera opinione pubblica ne fu molto scossa. A confermarlo fu la fuga dell'8 maggio 1796 del duca Ercole III d'Este, spaventato dalla notizia che Napoleone Bonaparte si apprestava a scendere in Italia con il suo formidabile esercito.
Decaduti gli estensi, a Reggio fu formato un governo provvisorio con l'istituzione della Guardia Civica a difesa della città. Nel successivo periodo napoleonico vi furono coscrizioni, sequestri di cavalli, di foraggio e di generi alimentari ma le battaglie più sanguinose si mantennero lontane.
Nel 1802, durante l'effimera Repubblica Italiana della quale fu Presidente lo stesso Bonaparte, Cadelbosco fu elevata al rango di comune.

### Dal Congresso di Vienna all'Unità d'Italia

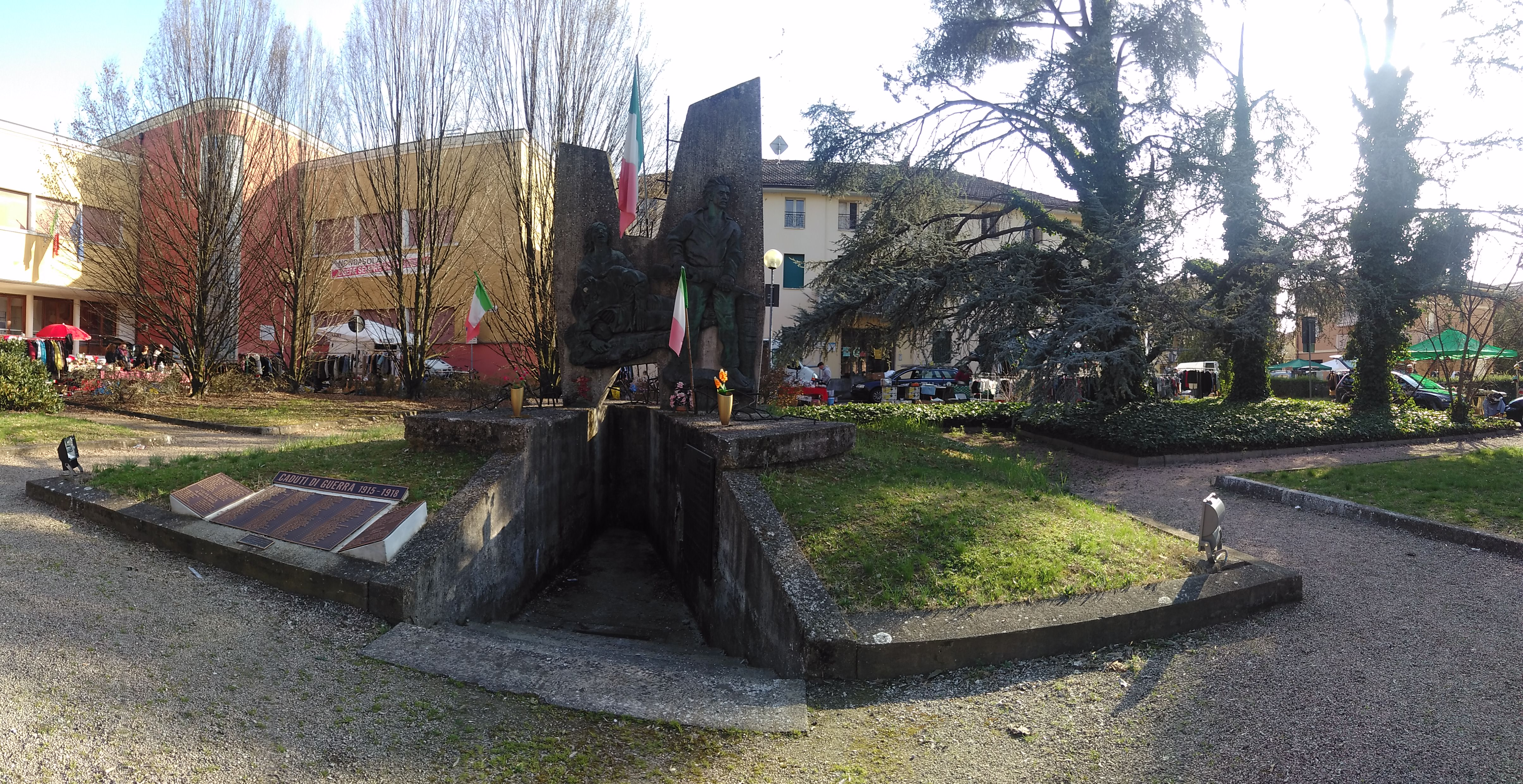
Il Monumento alla Resistenza

Caduto Napoleone, in seguito alle decisioni del Congresso di Vienna Cadelbosco tornò a far parte del ducato di Modena e Reggio degli Austria-Este, sotto la guida di Francesco IV. Uno dei primi atti del nuovo duca fu quello di ripristinare i vecchi ordinamenti e Cadelbosco fu declassato a semplice frazione del comune di Reggio. Furono anni molto duri, di pura reazione, nei quali regnava l'inquisizione di polizia e le libertà erano molto limitate ma la popolazione manteneva sempre vivo uno spirito di ribellione.
Alla notizia della rivoluzione a Vienna nel 1848 si espanse il seme della rivolta in tutto il Nord Italia, a partire da Milano. Il duca Francesco V fuggì da Modena e riparò a Mantova mentre a Reggio si formò nuovamente un governo provvisorio che iniziò anche ad arruolare volontari per l'esercito piemontese che nel frattempo aveva dichiarato guerra all'Austria.
La prima guerra di indipendenza ebbe esito fallimentare per il Regno di Sardegna, che venne sconfitto in battaglie cruciali sia nella prima campagna che nella seconda campagna e costretto a chiedere l'armistizio con l'Impero austriaco. Nell'agosto 1848, sempre protetto dall'Austria, il duca ritornò a Modena promettendo riforme e maggiori libertà ai cittadini. Ma ben presto queste promesse rimasero disattese.
Con la seconda guerra di indipendenza del 1859, il ducato austro-estense crollò definitivamente e Cadelbosco, così come il resto della regione emiliana, venne inclusa nelle Province Unite del Centro Italia.
Su proposta del patriota Dott. Enrico Terrachini, Cadelbosco ridiventò Comune il 4 dicembre 1859 grazie al decreto del governatore Luigi Carlo Farini. Il primo sindaco fu Terrachini stesso, il quale propose subito l'istituzione delle prime scuole elementari pubbliche nelle quattro frazioni del territorio comunale.

### Epoca contemporanea
La prima guerra mondiale vide la partecipazione di numerosi cittadini cadelboschesi, dei quali 150 caddero in battaglia. Tra il 1921 ed il 1922 il comune di Cadelbosco di Sopra fu teatro di alcuni gravi fatti di sangue che ebbero come protagonisti gli squadristi fascisti, finanziati ed armati dagli agrari locali per distruggere le organizzazioni politiche e sindacali di stampo socialista e comunista.
Tra il 1919 e il 1926 fu eseguita la grande bonifica Parmigiana-Moglia che interessò anche il comune di Cadelbosco sui terreni ad est del torrente Crostolo. Nonostante le violenze e la repressione del regime mussoliniano, nel comune di Cadelbosco di Sopra rimase fortemente radicata una rete sotterranea di stampo antifascista. Nel 1926 fu aperta al traffico la ferrovia Reggio Emilia-Boretto.
Il 10 giugno 1940 l'Italia dichiarò guerra a Gran Bretagna e Francia ed entrò nel secondo conflitto mondiale a fianco di Germania e Giappone. Nel 1941 un migliaio di donne si radunò davanti al municipio di Cadelbosco di Sopra per protestare in silenzio contro la guerra. A questa manifestazione seguirono decine di arresti. In seguito alla caduta del regime fascista di Mussolini e all'armistizio con gli anglo-americani, nel settembre 1943 iniziò ad attivarsi la rete resistenziale locale. L'intensa attività dei partigiani fu contrastata invano dai nazisti ed in particolare dai loro alleati repubblichini. Quest'ultimi in particolare i quali non esitarono a compiere anche alcuni massacri, come l'eccidio degli intellettuali del luglio 1944 o l'eccidio di Cadelbosco di Sotto del febbraio 1945. Accanto agli scontri tra nazifascisti e partigiani si registrarono anche alcuni pesanti bombardamenti alleati lungo la ferrovia Reggio Emilia-Boretto o sui convogli in transito lungo la SS 63.
Durante il boom economico il sistema economico locale iniziò a trasformarsi da prettamente agricolo ad industriale. 
A ricordo di tutti i Caduti venne inaugurato il 26 settembre 1965, nella Piazza della Libertà, il monumento dedicato alla Resistenza, opera dello scultore Marino Mazzacurati. Dal dopoguerra al 2024 il comune è sempre stato governato da maggioranze socialcomuniste e, dagli anni '90, di centrosinistra. Tale tradizione si è interrotta con le elezioni amministrative del 2024 che hanno visto primeggiare per la prima volta una lista civica indipendente che ha riunito a sé tutte le forze precedentemente all'opposizione.

## Monumenti e luoghi d'interesse

### Architetture religiose

Chiesa di San Celestino

- Chiesa della Beata Vergine Maria Addolorata e San Celestino Papa nel capoluogo, venne edificata nel Settecento sulla base di quella precedente, che risaliva al Cinquecento e della quale rimangono ancora dei resti. Il campanile, invece, è più recente: fu costruito nella prima metà del XIX secolo. Ha una elegante facciata in stile tardo barocco e un interno a tre navate con soffitto a volta e cinque altari. Le pale di tre altari laterali sono state dipinte da Lorenzo Franchi (1565-1632) e rappresentano Sant'Anna, la Madonna del Rosario e la B.V. di Loreto.
- Chiesa parrocchiale della Santissima Annunciata, nella frazione di Cadelbosco di Sotto. Il principe Ercole d'Este feudatario della corte mantovana, con atto del 1513 redatto nel monastero di San Prospero, istituì un beneficio sotto il titolo della SS Annunziata per l'edificazione della chiesa in località "Cà de Maestri", attuale Cadelbosco di Sotto. La chiesa conserva ancora le strutture originali del secolo XVI, salvo poche modifiche, mentre in sostituzione della vecchissima canonica, ne è stata costruita una nuova con il concorso del Comune e dei parrocchiani.
- Chiesa parrocchiale dei Santi Cipriano e Giustina nella frazione di Villa Argine. Risalente alla fine del XV secolo, fu riedificata fra il XVII e il XVIII secolo su progetto dell'arch. Pietro Ferretti. All'interno, la chiesa conserva pregevoli opere quali un antico affresco quattrocentesco (probabilmente raffigurante i santi Cipriano e Giustina) e la seicentesca Madonna del Carmine. Il sisma del 1996 danneggiò seriamente l'abside e il campanile della chiesa che in seguito furono consolidati e risanati.
- Chiesa parrocchiale di San Bernardino nella frazione di Villa Seta. Ebbe origine dopo il 1450. È menzionata su alcuni atti del 1466, nell'archivio vescovile ne è stata trovata la conferma. La chiesa è molto modesta; in essa si può ammirare un bel dipinto, opera pregevole raffigurante Santa Cecilia.[6]

### Architetture civili
- Monumento ai Caduti, venne inaugurato il 26 settembre 1965, opera dello scultore Marino Mazzacurati.

## Società

### Evoluzione demografica
Il comune di Cadelbosco di Sopra ha una popolazione residente di 10 719 abitanti al 1º gennaio 2024.
Abitanti censiti

### Etnie e minoranze straniere
Gli stranieri residenti a Cadelbosco di Sopra al 1º gennaio 2023 erano 1 126 e rappresentavano il 10,6% della popolazione residente. Le comunità più numerose erano:
1. Romania, 177
2. Marocco, 125
3. Cina, 117
4. Ucraina, 116
5. India, 100
6. Moldova, 92

## Cultura
Il comune di Cadelbosco di Sopra è dotato di una biblioteca, un teatro, diversi circoli ricreativi e associazioni sportive.

### Istruzione
Nel comune di Cadelbosco di Sopra sono presenti: due scuole primarie e una scuola secondaria di primo grado.

### Cucina
La tradizione culinaria riveste un ruolo molto importante nell'identità del comune di Cadelbosco di Sopra. I piatti tipici sono i tortelli di zucca, l'erbazzone e lo gnocco fritto. Tra i primi piatti si possono annoverare tutte le paste fatte in casa, che derivano dall'arte del "fare la sfoglia", mentre tra i secondi piatti, soprattutto d'inverno, il coniglio, lo Zampone e il cotechino con i fagioli. I cibi hanno spesso come base i prodotti più tipici della territorio, come il formaggio Parmigiano-Reggiano e il maiale. Tra le bevande caratteristiche locali si trova il vino Lambrusco.

## Economia
L'agricoltura, nonostante un forte calo degli addetti, riveste ancora un ruolo importante nell'economia locale ed è profondamente legata alle aziende del comparto alimentare. Si coltivano cereali, frumento, foraggi e ortaggi, alberi da frutta e vigneti. Diffuso è l'allevamento di suini, bovini e avicoli.
Il tessuto industriale è rappresentato da aziende che operano nei comparti alimentare, edile e metalmeccanico; a queste si affiancano stabilimenti chimici, tessili, dell'abbigliamento, dei mobili, del legno, di componenti elettronici, dei materiali da costruzione e di articoli in plastica.

## Infrastrutture e trasporti

### Strade

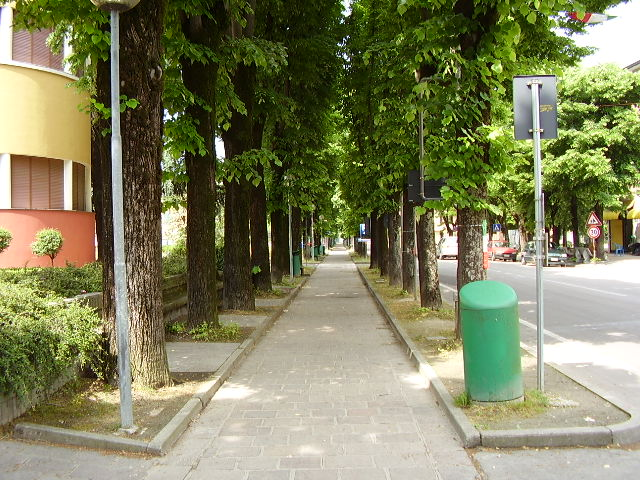
Viale pedonale di via Monsignor Saccani

La principale via di comunicazione locale è la strada provinciale 63R del Valico del Cerreto che, entrando nel territorio a nord da Santa Vittoria di Gualtieri, lo attraversa fino al confine meridionale con la frazione reggiana di Sesso. Un ulteriore collegamento è costituito dalla strada provinciale 358R di Castelnovo che da Cadelbosco di Sopra, presso l'incrocio con la SP63R, diparte alla volta di Castelnovo di Sotto.
Il casello di Reggio Emilia sull'autostrada A1 Milano-Napoli si trova a circa 7 km a sud.

### Ferrovie
Cadelbosco di Sopra è sprovvista di una propria stazione ferroviaria, anche se fino al 1955, anno in cui fu smantellata la linea, era servita da una fermata lungo la ferrovia Reggio Emilia-Boretto.
Le stazioni ferroviarie della rete nazionale più vicine sono quelle di Reggio Emilia. La stazione Reggio Emilia AV Mediopadana si trova a circa 7 km ed è un'opera progettata dall'architetto spagnolo Santiago Calatrava, inaugurata l'8 giugno 2013. La stazione Centrale di Reggio Emilia si trova invece vicino al centro del capoluogo.

### Mobilità urbana
Il servizio bus locale effettua pochissime corse giornaliere verso Reggio Emilia e i comuni limitrofi.

## Amministrazione

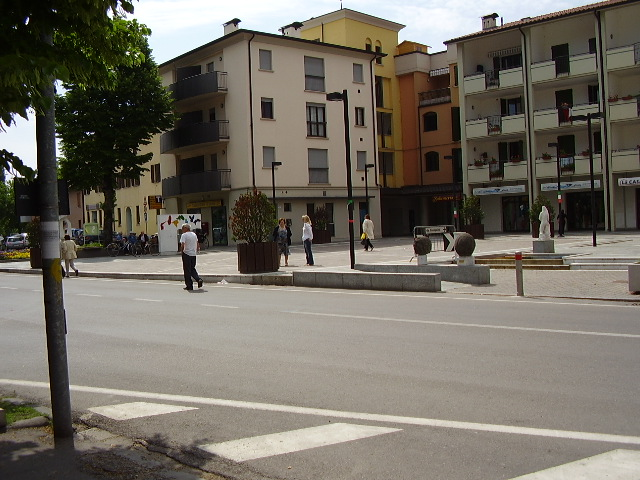
Piazza John Lennon

Il seguente è l'elenco dei sindaci di Cadelbosco di Sopra dal 1860 ad oggi, inclusi i commissari prefettizi ed i podestà. 
| Periodo | Periodo   | Primo cittadino             | Partito                        | Carica                  | Note |
| ------- | --------- | --------------------------- | ------------------------------ | ----------------------- | ---- |
| 1860    | 1866      | Enrico Terrachini           |                                | Sindaco                 |      |
| 1867    | 1877      | Massimiliano Gorini         |                                | Sindaco                 |      |
| 1878    | 1886      | Antonio Franceschi Scaruffi |                                | Sindaco                 |      |
| 1887    | 1889      | Emilio Spagni               |                                | Sindaco                 |      |
| 1890    | 1893      | Antonio Franceschi Scaruffi |                                | Sindaco                 |      |
| 1894    | 1895      | Funzionano gli assessori    |                                | Sindaco                 |      |
| 1896    | 1898      | Giuseppe Romani             |                                | Sindaco                 |      |
| 1899    | 1903      | Ettore Bisi                 |                                | Sindaco                 |      |
| 1904    | 1905      | Narsete Campanini           |                                | Sindaco                 |      |
| 1905    | 1919      | Francesco Parmeggiani       |                                | Sindaco                 |      |
| 1920    | 1921      | Arturo Panarari             |                                | Sindaco                 |      |
| 1921    | 1922      | Ferruccio Bertolini         |                                | Commissario prefettizio |      |
| 1922    | 1924      | Ettore Dallaglio            |                                | Sindaco                 |      |
| 1925    | 1927      | Pellegrino Bertani          |                                | Commissario prefettizio |      |
| 1927    | 1931      | Ettore Dallaglio            | Partito Nazionale Fascista     | Primo podestà           |      |
| 1931    | 1943      | Policarpo Salsi             | Partito Nazionale Fascista     | Secondo podestà         |      |
| 1943    | 1945      | Ferruccio Melli             | Partito Nazionale Fascista     | Terzo podestà           |      |
| 1945    | 1946      | Igino Marastoni             |                                | Sindaco                 |      |
| 1946    | 1951      | Arturo Panarari             | Socialcomunisti                | Sindaco                 |      |
| 1951    | 1953      | Alberto Dugoni              | Socialcomunisti                | Sindaco                 |      |
| 1953    | 1960      | Ermes Carretti              | Socialcomunisti                | Sindaco                 |      |
| 1960    | 1976      | Giuseppe Carretti           | PCI                            | Sindaco                 |      |
| 1976    | 1993      | Giancarlo Chiesi            | PCI                            | Sindaco                 |      |
| 1993    | 2004      | Lorenzo Giberti             | PDS - Democratici di Sinistra  | Sindaco                 |      |
| 2004    | 2014      | Silvana Cavalchi            | Lista civica di centrosinistra | Sindaco                 |      |
| 2014    | 2019      | Tania Tellini               | Lista civica di centrosinistra | Sindaco                 |      |
| 2019    | 2024      | Luigi Bellaria              | Lista civica di centrosinistra | Sindaco                 |      |
| 2024    | in carica | Marino Zani                 | Lista civica                   | Sindaco                 |      |

## Sport
La società di calcio Cadelbosco milita nel campionato di Terza categoria 2023-2024.